# Neognathae
De Neognathae zijn een infraklasse van de onderklasse Neornithes die het grootste deel van de nu levende vogels omvat.

## Nadere beschrijving
Alle nu levende vogels behoren tot de onderklasse Neornithes, en deze onderklasse wordt weer verdeeld in twee infraklassen: de Neognathae en de Palaeognathae. De naam Neognathae verwijst naar de "nieuwe" (neo) structuur van het verhemelte (gnath: kaak). In de Palaeognathae ("oude kaak") is de structuur van de kaak "primitiever", dat wil zeggen met reptielachtige kenmerken. Hierover bestaat geen consensus.

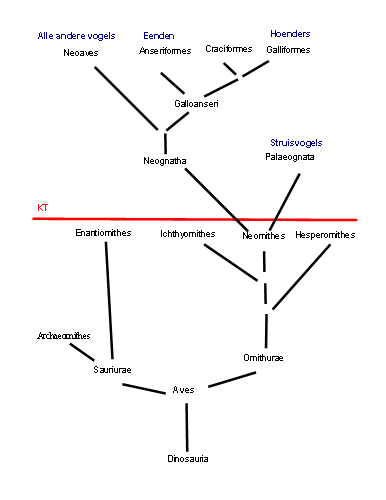
Stamboom vogels

De Neognathae omvatten bijna 10.000 soorten vogels. Vertegenwoordigers zijn bekend uit fossielen die uit het laat-Krijt dateren. Sindsdien is het een zeer vormenrijke diergroep die zich op alle mogelijke manieren heeft aangepast in gedrag, functie en vorm van de snavel en de poten.
De andere infraklasse (zustergroep), de Palaeognathae, is klein; hiertoe behoren alleen de stuithoenders of tinamoes — een orde van vogels die kunnen vliegen — en de loopvogels (met onder andere de struisvogels en emoes).
De Neognathae worden ook weer opgesplitst in twee superordes, de Neoaves en de Galloanserae. Die laatste groep is klein en bevat alleen de eenden, ganzen, zwanen en hoenders. De Neoaves vormen de grootste groep en daarbinnen zijn de zangvogels of Passeriformes de grootste orde en de grootste orde van gewervelde dieren op het land: zo'n 60%. Daarmee vormen de zangvogels een meer dan twee keer zo gevarieerde groep als de knaagdieren en is de groep ongeveer vijf keer zo divers als de orde van de vleermuizen (Chiroptera). Laatstgenoemde twee diergroepen zijn de grootste ordes van de zoogdieren.